# Хендрикс, Йоррит
Йо́ррит Пе́трюс Кароли́на Хе́ндрикс (нидерл. Jorrit Petrus Carolina Hendrix; род. 6 февраля 1995, Паннинген, Лимбург) — нидерландский футболист, полузащитник клуба «Пройссен». В 2016 году провёл один матч за сборную Нидерландов.

## Клубная карьера

### Ранние годы
Начал заниматься футболом в клубе из родного города — «Паннингене». В 2004 году Хендрикса заметили скауты ПСВ и пригласили в академию клуба. Йоррит прошёл всю структуру клуба и в 2013 году начал профессиональную карьеру. 30 мая 2013 года вместе с командой до 19 лет стал обладателем Юношеского кубка Нидерландов, в финале обыграв сверстников из «Фейеноорда». 3 августа 2013 года дебютировал за фарм-клуб «Йонг ПСВ» в матче 1-го тура Эрстедивизи 2013/14 против роттердамской «Спарты» (2:2), выйдя в стартовом составе и проведя на поле весь матч. Также в 2013 году был впервые включён в заявку основной команды на сезон. Первый мяч за «Йонг ПСВ» забил 2 декабря 2014 года в матче 16-го тура Эрстедивизи 2014/15 против «Де Графсхапа» (3:1).

### ПСВ

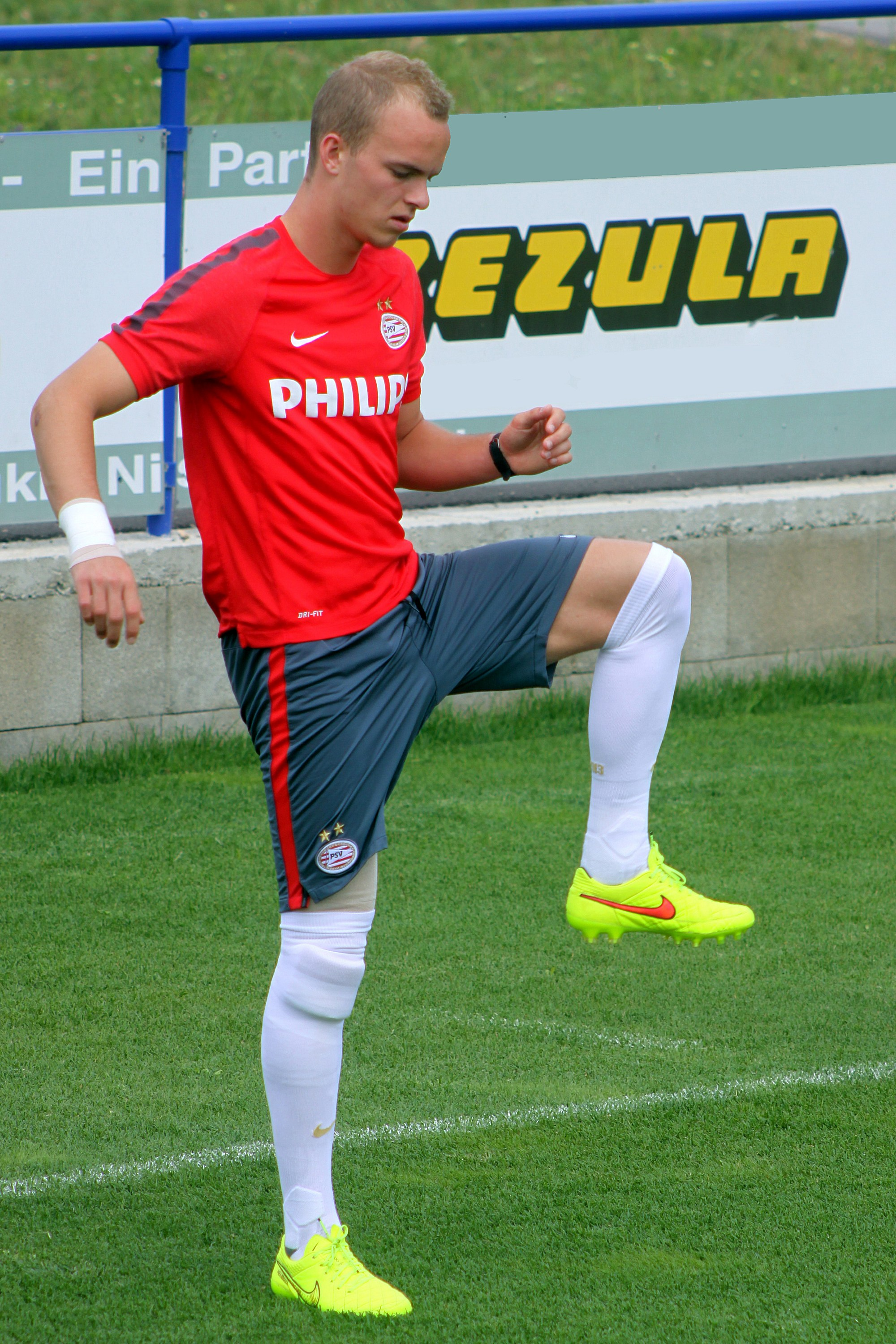
Хендрикс в составе ПСВ

Через неделю после дебюта за вторую команду, 10 августа 2013 года он дебютировал и в основном составе ПСВ, в матче 2-го тура Эредивизи 2013/2014 против НЕК (5:0), выйдя на замену на 86-й минуте вместо Карима Рекика. 13 августа 2013 года Хендрикс подписал новый контракт с ПСВ сроком до 31 июня 2017 года. 31 августа 2013 года Йоррит впервые вышел в стартовом составе ПСВ в домашнем матче 5-го тура Эредивизи против «Камбюра» (0:0) и провёл на поле весь матч. В сезоне 2013/14 провёл 27 матчей во всех турнирах, не отличившись ни разу. 26 октября 2014 в матче 10-го тура Эредивизи 2014/2015 против «Утрехта» (5:1) забил свой первый мяч за ПСВ. 18 апреля 2015 года Хендрикс выиграл свой первый национальный чемпионат в составе ПСВ, они захватили лидерство со второго тура и не отпускали первую строчку в турнирной таблице до конца сезона. В сезоне 2014/15 провёл на поле 33 матча во всех турнирах и забил 1 мяч.
2 августа 2015 года ПСВ обыграл «Гронинген» (3:0) и стал обладателем Суперкубка Нидерландов, Хендрикс провёл на поле весь матч. 15 сентября 2015 года дебютировал в основном турнире Лиги чемпионов УЕФА, в тот день ПСВ дома выиграл у «Манчестер Юнайтед» 2:1, а Йоррит сыграл всю игру. 5 декабря 2015 года, в матче 15-го тура Эредивизи 2015/16 против «Витесса» (1:0), Хендрикс забил единственный мяч и принёс победу ПСВ, кроме того, благодаря этому голу, ПСВ забивал хотя бы один мяч в 42 матчах подряд, что стало новым рекордом в Эредивизи, в итоге этот рекорд вырос до 54 игр в лиге. 18 декабря 2015 года Хендрикс продлил свой контракт с ПСВ до июля 2020 года. 8 мая 2016 года во второй раз подряд стал чемпионом страны в составе ПСВ. В сезоне 2015/16 провёл 37 матчей во всех турнирах и забил 2 мяча.
Хендрикс начал сезон 2016/17 в качестве основного игрока. Он поменял свой 29 номер на номер 8, ушедшего из клуба Стейна Схарса. 31 июля 2016 года ПСВ обыграл «Фейеноорд» (1:0) и стал обладателем Суперкубка Нидерландов, Хендрикс провёл на поле весь матч. В конце сентября, во время матча Лиги чемпионов против «Ростова», Йоррит получил травму колена, а на поле вернулся только 14 января 2017 года. Из-за последствий травмы он получал мало игровой практики в сезоне. В сезоне 2016/17 он провёл на поле 23 матча и забил 1 мяч. В сезоне 2017/18 Хендрикс снова был основным игроком с первого тура и провёл 39 матчей во всех турнирах, выходя во всех встречах в стартом составе и забил 2 мяча, также стал чемпионом страны с ПСВ в третий раз. В сезоне 2018/19 провёл 38 матчей во всех турнирах, забив 1 мяч. В сезоне 2019/20 во всех турнирах сыграл 25 матчей, забив 1 мяч. 14 января 2019 года продлил свой контракт с ПСВ до июля 2021 года.
12 января 2021 года покинул ПСВ, всего в составе ПСВ Хендрикс провёл 240 матчей во всех турнирах и забил 8 мячей. Вместе с ПСВ три раза выигрывал чемпионат Нидерландов (2014/15, 2015/16, 2017/18), по одному разу был серебряным (2018/19) и бронзовым (2016/17) призёром чемпионата Нидерландов, два раза был обладателем Суперкубка Нидерландов (2015, 2016), также два раза был финалистом Суперкубка Нидерландов (2018, 2019).

### «Спартак» (Москва)

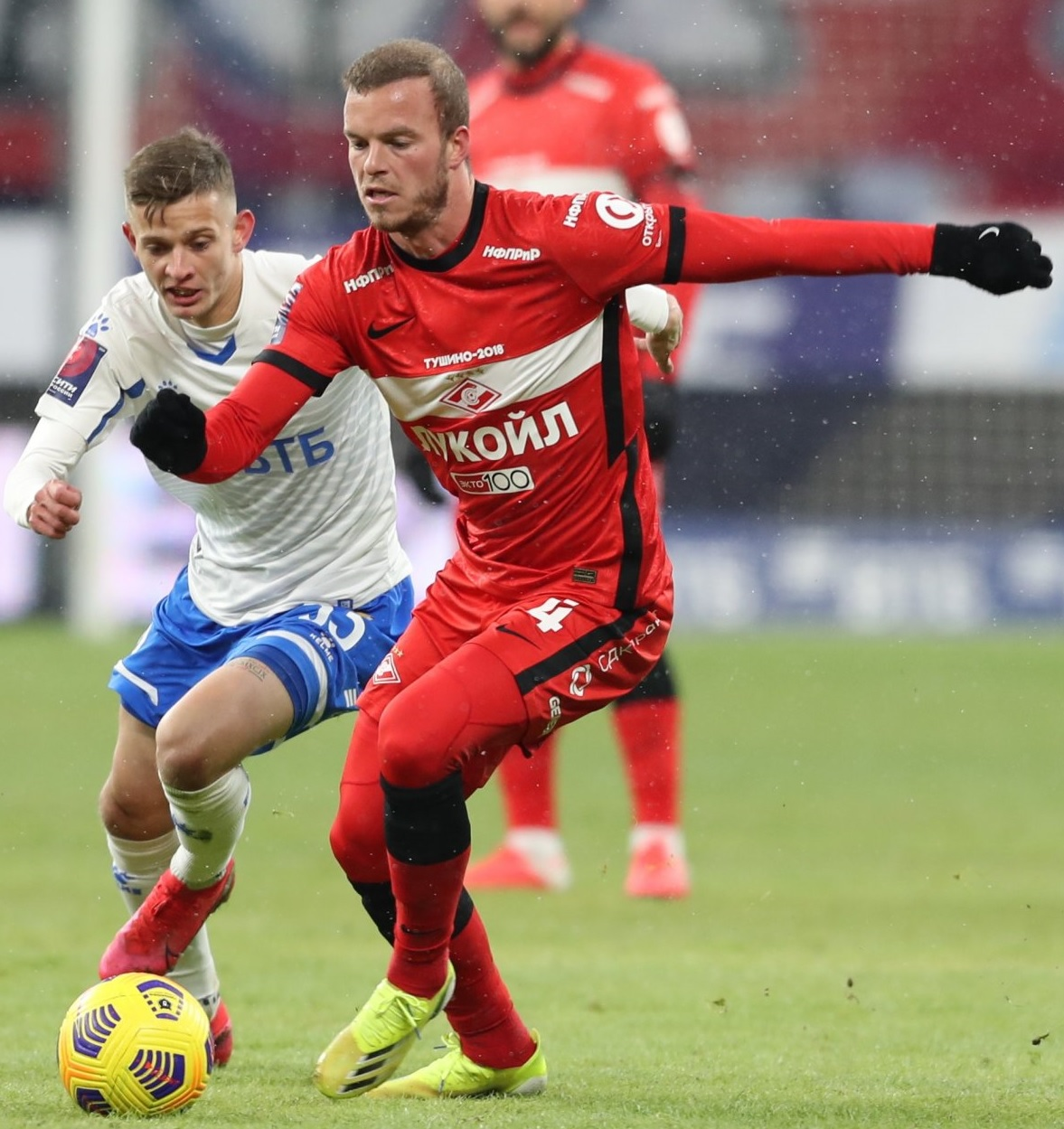
Хендрикс в составе «Спартака» 20 февраля 2021 года

16 января 2021 года, после успешного прохождения медицинского обследования, заключил долгосрочный контракт с московским «Спартаком». Хендрикс стал пятым голландцем в истории «красно-белых» после Квинси Овусу-Абейе, Деми де Зеува, Квинси Промеса и Гуса Тиля. Сумма трансфера составила около 700,000 евро. В новом клубе взял себе 4-й игровой номер. 17 января 2021 года провёл свою первую тренировку в составе «Спартака» на зимнем сборе в Дубае. Дебютировал за «Спартак» 20 февраля 2021 года в гостевом матче 1/8 финала Кубка России против московского «Динамо» (0:2), выйдя в стартовом составе и проведя на поле 85 минут. 28 февраля 2021 года дебютировал за «Спартак» в чемпионате России в матче 20-го тура против «Рубина» (0:2), в этом матче вышел в стартовом составе и провёл на поле 45 минут. В сезоне 2020/21 провёл за клуб 11 матчей во всех турнирах и стал серебряным призёром чемпионата. В сезоне 2021/22 провёл 11 матчей. 11 августа 2022 года расторг контракт со «Спартаком» по соглашению сторон. Всего за клуб во всех турнирах провёл 22 матча.

#### Аренда в «Фейеноорд»
26 января 2022 года на правах аренды перешёл в «Фейеноорд», арендное соглашение рассчитано до конца июня 2023 года и предусматривает опцию выкупа. Дебютировал за клуб 6 февраля 2022 года в матче 21-го тура чемпионата Нидерландов против роттердамской «Спарты» (4:0), выйдя на 75-й минуте вместо Фредрика Эурснеса. 13 февраля 2022 года в матче 22-го тура чемпионата Нидерландов против «Валвейка» (2:0) на 81-й минуте вышел на поле вместо Луиса Синистерры, а на 89-й минуте забил свой первый мяч за «Фейеноорд». Всего в сезоне 2021/22 провёл за клуб во всех турнирах 14 матчей и забил один мяч, после окончания сезона досрочно вернулся в расположение «Спартака».

### «Фортуна» (Дюссельдорф)
11 августа 2022 года на правах свободного агента заключил контракт с дюссельдорфской «Фортуной» до лета 2023 года. Дебютировал за клуб 14 августа 2022 года в матче 4-го тура Второй Бундеслиги против «Гройтер Фюрта» (2:2), выйдя на 65-й минуте вместо Марселя Заботтки. Всего в сезоне 2022/23 провёл за «Фортуну» 21 матч во всех турнирах. 1 июля 2023 года в связи с истечением срока контракта покинул клуб.

### «Уэстерн Сидней Уондерерс»
16 сентября 2023 года на правах свободного агента перешёл в австралийский клуб «Уэстерн Сидней Уондерерс», подписав контракт до лета 2024 года. Дебютировал за клуб 22 октября 2023 года в матче 1-го тура чемпионата Австралии против клуба «Веллингтон Феникс» (0:0), выйдя в стартовом составе. Свой первый мяч за «Уэстерн Сидней Уондерерс» забил 1 апреля 2024 года в матче 22-го тура чемпионата Австралии против клуба «Макартура» (3:1), отличившись 70-й минуте встречи с передачи Сонни Киттеля. Всего в сезоне 2023/24 провёл за клуб 20 матчей, забил один мяч и отдал две голевые передачи. 10 июля 2024 года Хендрикс покинул «Уэстерн Сидней Уондерерс» в связи с истечением срока контракта.

### «Пройссен»
23 июля 2024 года подписал контракт с клубом «Пройссен» из Второй Бундеслиги. Дебютировал за клуб 4 августа 2024 года в матче 1-го тура Второй Бундеслиги против клуба «Гройтер Фюрт» (1:3), выйдя в стартовом составе. Первый мяч за «Пройссен» забил 27 октября 2024 года в матче 10-го тура Второй Бундеслиги против брауншвейгского «Айнтрахта» (1:1), отличившись на 16-й минуте встречи.

## Карьера в сборной
В 2012 году Йоррит выиграл юношеский чемпионат Европы в Словении. На турнире он сыграл в матчах против команд Бельгии, Польши, Грузии и Германии. В поединке против грузин Хендрикс забил гол.
1 сентября 2016 года в товарищеском матче против сборной Греции Хендрикс дебютировал в составе сборной Нидерландов, заменив во втором тайме Кевина Стротмана.

## Достижения
Командные
ПСВ
- Чемпион Нидерландов (3): 2014/15, 2015/16, 2017/18
- Обладатель Суперкубка Нидерландов (2): 2015, 2016
- Обладатель Юношеского кубка Нидерландов: 2013

Нидерланды (до 17)
- Победитель Юношеского чемпионата Европы: 2012

## Статистика

### Клубная
| Выступление              | Выступление       | Выступление      | Лига | Лига | Кубки | Кубки | Еврокубки | Еврокубки | Итого | Итого |
| Клуб                     | Лига              | Сезон            | Игры | Голы | Игры  | Голы  | Игры      | Голы      | Игры  | Голы  |
| ------------------------ | ----------------- | ---------------- | ---- | ---- | ----- | ----- | --------- | --------- | ----- | ----- |
| ПСВ                      | Эредивизи         | 2013/14          | 20   | 0    | 2     | 0     | 5         | 0         | 27    | 0     |
| ПСВ                      | Эредивизи         | 2014/15          | 20   | 1    | 2     | 0     | 11        | 0         | 33    | 1     |
| ПСВ                      | Эредивизи         | 2015/16          | 26   | 2    | 4     | 0     | 7         | 0         | 37    | 2     |
| ПСВ                      | Эредивизи         | 2016/17          | 19   | 1    | 2     | 0     | 2         | 0         | 23    | 1     |
| ПСВ                      | Эредивизи         | 2017/18          | 33   | 2    | 4     | 0     | 2         | 0         | 39    | 2     |
| ПСВ                      | Эредивизи         | 2018/19          | 29   | 1    | 1     | 0     | 8         | 0         | 38    | 1     |
| ПСВ                      | Эредивизи         | 2019/20          | 17   | 1    | 2     | 0     | 6         | 0         | 25    | 1     |
| ПСВ                      | Эредивизи         | 2020/21          | 9    | 0    | 3     | 0     | 6         | 0         | 18    | 0     |
| ПСВ                      | Итого             | Итого            | 173  | 8    | 20    | 0     | 47        | 0         | 240   | 8     |
| → Йонг ПСВ               | Эрстедивизи       | 2013/14          | 4    | 0    | —     | —     | —         | —         | 4     | 0     |
| → Йонг ПСВ               | Эрстедивизи       | 2014/15          | 2    | 1    | —     | —     | —         | —         | 2     | 1     |
| → Йонг ПСВ               | Эрстедивизи       | 2016/17          | 2    | 0    | —     | —     | —         | —         | 2     | 0     |
| → Йонг ПСВ               | Итого             | Итого            | 8    | 1    | —     | —     | —         | —         | 8     | 1     |
| Спартак (Москва)         | Премьер-лига      | 2020/21          | 10   | 0    | 1     | 0     | —         | —         | 11    | 0     |
| Спартак (Москва)         | Премьер-лига      | 2021/22          | 8    | 0    | 0     | 0     | 3         | 0         | 11    | 0     |
| Спартак (Москва)         | Итого             | Итого            | 18   | 0    | 1     | 0     | 3         | 0         | 22    | 0     |
| → Фейеноорд              | Эредивизи         | 2021/22          | 9    | 1    | —     | —     | 5         | 0         | 14    | 1     |
| → Фейеноорд              | Итого             | Итого            | 9    | 1    | —     | —     | 5         | 0         | 14    | 1     |
| Фортуна (Дюссельдорф)    | Вторая Бундеслига | 2022/23          | 20   | 0    | 1     | 0     | —         | —         | 21    | 0     |
| Фортуна (Дюссельдорф)    | Итого             | Итого            | 20   | 0    | 1     | 0     | —         | —         | 21    | 0     |
| Уэстерн Сидней Уондерерс | А-лига            | 2023/24          | 20   | 1    | —     | —     | —         | —         | 20    | 1     |
| Уэстерн Сидней Уондерерс | Итого             | Итого            | 20   | 1    | —     | —     | —         | —         | 20    | 1     |
| Всего за карьеру         | Всего за карьеру  | Всего за карьеру | 248  | 11   | 22    | 0     | 55        | 0         | 325   | 11    |

### Сборная
| Матчи Йоррита Хендрикса за сборную Нидерландов | Матчи Йоррита Хендрикса за сборную Нидерландов | Матчи Йоррита Хендрикса за сборную Нидерландов | Матчи Йоррита Хендрикса за сборную Нидерландов | Матчи Йоррита Хендрикса за сборную Нидерландов | Матчи Йоррита Хендрикса за сборную Нидерландов | Матчи Йоррита Хендрикса за сборную Нидерландов |
| ---------------------------------------------- | ---------------------------------------------- | ---------------------------------------------- | ---------------------------------------------- | ---------------------------------------------- | ---------------------------------------------- | ---------------------------------------------- |
| №                                              | Дата                                           | Оппонент                                       | Счёт                                           | Голы                                           | Соревнование                                   |                                                |
| 1                                              | 1 сентября 2016                                | Греция                                         | 1:2                                            | —                                              | Товарищеский матч                              |                                                |